# Tiberius Julius Caesar Nero Gemellus
Tiberius Julius Caesar Nero Gemellus (oktober 19 - eind 37 of begin 38) was een van de tweelingzonen van Drusus Julius Caesar en Livilla (zijn tweelingbroer was Germanicus Gemellus). Tiberius had veel kansen op de troon van Rome. Als kleinzoon van Tiberius Claudius Nero (Drusus was diens zoon) had hij rechten. Maar er waren meer die rechten hadden en zoals zijn moeder Livilla, die het leven liet in de nasleep van een mislukte staatsgreep, waren er veel bereid zelfs kleuters te vergiftigen om eigen gewin te krijgen. Daarom benoemde Tiberius geen opvolger.
Tiberius hield deze politiek lang vol, maar in de jaren dertig voelde hij zich stervende en daarom besloot hij Gaius (Caligula), de kleinzoon van zijn broer Nero Claudius Drusus, te benoemen als opvolger. Tiberius had voorzien dat Gaius hem zeker zou opvolgen, en dus benoemde hij hem. Maar de belofte Tiberius Gemellus te sparen, loste hij niet in: amper was de keizer dood, of Gaius liet Gemellus executeren.
Familieleden van Gemellus waren o.a.:
- zijn ouders Drusus Julius Caesar en Livilla,
- zijn grootouders Tiberius en Vipsania Agrippina en Nero Claudius Drusus en Antonia,
- door het huwelijk van zijn vader met Livilla was hij ook familie van Gaius, wiens vader Germanicus Livilla's broer was,
- Germanicus Gemellus, zijn tweelingbroer.

Als Tiberius Gemellus niet was vermoord, had hij al op 22-jarige leeftijd (Gaius werd drieënhalf jaar later vermoord) de troon bestegen, volgens het recht van de laatste mannelijke afstammeling van Tiberius.